# Réticulite

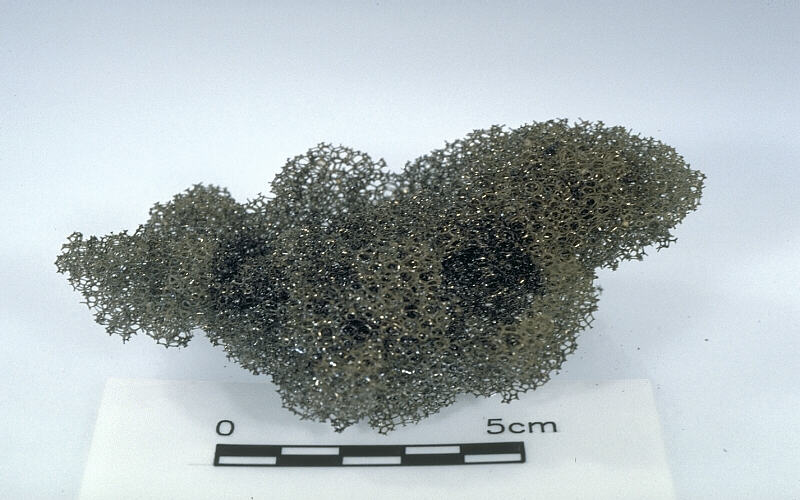
Réticulite du Kīlauea à Hawaï, États-Unis.

La réticulite est une roche volcanique caractérisée par sa très haute teneur en bulles de gaz volcaniques, au point que la roche forme une mousse solide. Elle est parfois appelée en anglais thread-lace scoria et basalt pumice, ce qui signifie littéralement en français « scorie en dentelle » et « ponce basaltique ». La roche, née d'une lave brusquement refroidie car éjectée par une fontaine de lave puissante, est constitué de verre volcanique très fragile. Les nombreuses bulles en expansion rapide dans la lave fluide se rejoignent et fusionnent, créant le réseau caractéristique de cette roche. C'est une forme de pierre ponce basaltique mais contrairement à la ponce classique et en dépit de sa très grande légèreté, la réticulite ne peut flotter à la surface de l'eau en raison de sa trop grande porosité qui est de l'ordre de 98 %, faisant de la réticulite la roche la moins dense sur Terre.